# Dinastías de América
A lo largo de su historia, el continente americano tuvo diferentes monarquías, tanto en la América precolombina como en la América Independiente, siendo la primera monarquía registrada en la América independentista la del Primer Imperio Haitiano (1804-1806) fundada por el Emperador Jean-Jacques Dessalines quien lideró la independencia de Haití. La segunda monarquía en América pos-colonial fue también, en Haití, establecida por Henri Christophe quien fundó el Reino de Haití (1811-1820), siendo sucedidas por las monarquías de México y Brasil.
Ninguna de las monarquías en América duró hasta el siglo XX, siendo la última en caer la monarquía brasileña en 1889 tras la deposición del emperador Pedro II.
A continuación, algunas Dinastías que Reinaron en América.

## América Precolombina
- Dinastía Yax Kuk Mo
- Casa real incaica
- Casa imperial azteca

## América Independiente
- Dinastía Dessalines
- Casa de Christophe
- Casa de Iturbide
- Casa de Orleans-Braganza
- Casa de Soulouque
- Casa de Habsburgo-Lorena
- Casa de Misquito
- Casa Real Afroboliviana
- Casa de Borja-Loyola Inca

## Escudos de las Casas Dinásticas americanas

Escudo de la Casa de Soulouque que reinó durante el Segundo Imperio Haitiano (1849-1859).
Escudo de la Casa de Iturbide, reinantes durante el Primer Imperio Mexicano (1821-1823).
Escudo de la Dinastía Orleans-Braganza, dinastía a la que pertenecen los actuales pretendientes al trono imperial de Brasil.
Escudo del Segundo Imperio Mexicano y escudo por parte de los actuales pretendientes al trono imperial de México por la Casa de Habsburgo-Lorena.
Escudo de la casa de los Misquito o Mistkitu. Casa real que gobernó el reino de la Mosquitia, actual parte de la costa atlántica de Honduras y Nicaragua (1625-1894)

## Jefes Actuales de las Dinastías de América
- Beltrán de Orleans-Braganza, Jefe de la Casa Imperial de Brasil desde 2022.
- Thierry Jean-Baptiste Soulouque, Conde de Leogane,  alega ser descendiente de la Casa de Soulouque y Christophe, mas no existen pruebas
- No se han encontrado descendientes de las Casas de Dessalines, Christophe y Soulouque.
- Maximiliano Gustavo Alberto Ricardo Agustín de Gotzén-Iturbide, Jefe de la Casa de Iturbide desde 1949.